# Philippinen-Rattenigel
Die Philippinen-Rattenigel (Podogymnura) sind eine Igelgattung aus der Unterfamilie der Rattenigel (Galericinae).

## Beschreibung
Wie alle Rattenigel ähneln die Philippinen-Rattenigel in ihrem Äußeren eher Spitzmäusen, mit denen sie jedoch nicht verwandt sind. Ihr Fell ist an der Oberseite rötlich-braun oder grau gefärbt, die Unterseite ist heller. Kennzeichnend sind die verlängerten, biegsamen Schnauzen. Der Mindanao-Rattenigel ist die kleinere Art (Kopf-Rumpf-Länge 13 bis 15 Zentimeter) und hat ein weiches Fell, während das Fell des Dinagat-Rattenigels rauer und stacheliger ist, diese Art erreicht eine Kopf-Rumpf-Länge von 19 bis 21 Zentimeter.

## Lebensraum und Lebensweise
Über die Lebensweise dieser Tiere ist wenig bekannt. Ihr Lebensraum sind gebirgige Wälder auf den Philippinen in Höhen von 1700 bis 2300 Metern, wo sie sich vermutlich meist am Boden aufhalten. Ihre Nahrung dürfte vorrangig aus Insekten und Würmern bestehen.

## Arten
Die Gattung umfasst vier auf den Philippinen lebende Arten:
- der Dinagat-Rattenigel (Podogymnura aureospinula)
- der Mindanao-Rattenigel (Podogymnura truei)
- Podogymnura intermedia[1]
- Podogymnura minima[1]

## Gefährdung
Von der IUCN wird Podogymnura truei als „nicht gefährdet“ (least concern) und Podogymnura aureospinula als „stark gefährdet“ (endangered) eingestuft. Die größte Bedrohung geht von der Rodung der Wälder und der damit verbundenen Zerstörung ihres Lebensraums aus.